# Villambrera
Villambrera (Vilambrera in dialetto locale), chiamata in antichità Villa Melaria, è una cascina del comune italiano di Paullo.

## Storia
Villambrera è un piccolo centro abitato di antica origine, da sempre legato al territorio lodigiano, nel cui ambito era parte del Vescovato Superiore.
In età napoleonica (1805) il comune di Villambrera venne soppresso e aggregato al limitrofo comune di Mignete, passando però quattro anni dopo a Paullo. Tutti i centri recuperarono l'autonomia con l'istituzione del Regno Lombardo-Veneto.
Villambrera restà comune autonomo fino al 1841, quando venne definitivamente aggregato a Paullo. Dalla metà dell’800 Villambrera, anticamente denominata Villa Melaria, appartiene alla Famiglia De Vecchi.

## Monumenti e luoghi d'interesse

### Oratorio di Sant'Eusebio
Alla destra della cascina, un po' isolato rispetto al complesso, sorge l'oratorio di Sant'Eusebio, una chiesetta quattrocentesca dedicata all'Arcivescovo di Milano. Fino alla fine del 1500 era considerata una parrocchia.
All'esterno è ben visibile la parte più antica corrispondente all'odierna abside, cui è stata poi aggiunta l'unica navata che fino agli anni sessanta ospitava la messa domenicale. All'interno è presente un altare in marmo di diversi colori e sulla parete di destra un affresco ritraente la Madonna con il Bambino e due santi in abiti rinascimentali.
Ogni anno, a maggio, vi è celebrato un rosario.